# Großmühle
Großmühle, niedersorbisch Wjeliki Młyn, früher Große Mühle, gelegentlich auch Groß-Mühle ist ein Wohnplatz und eine ehemalige Wassermühle an der Schrake, heute im Ortsteil Groß Mehßow der Stadt Calau (Landkreis Oberspreewald-Lausitz, Brandenburg). Die Wassermühle wird 1557 erstmals urkundlich genannt. Der Mahlbetrieb wurde um 1960 eingestellt.

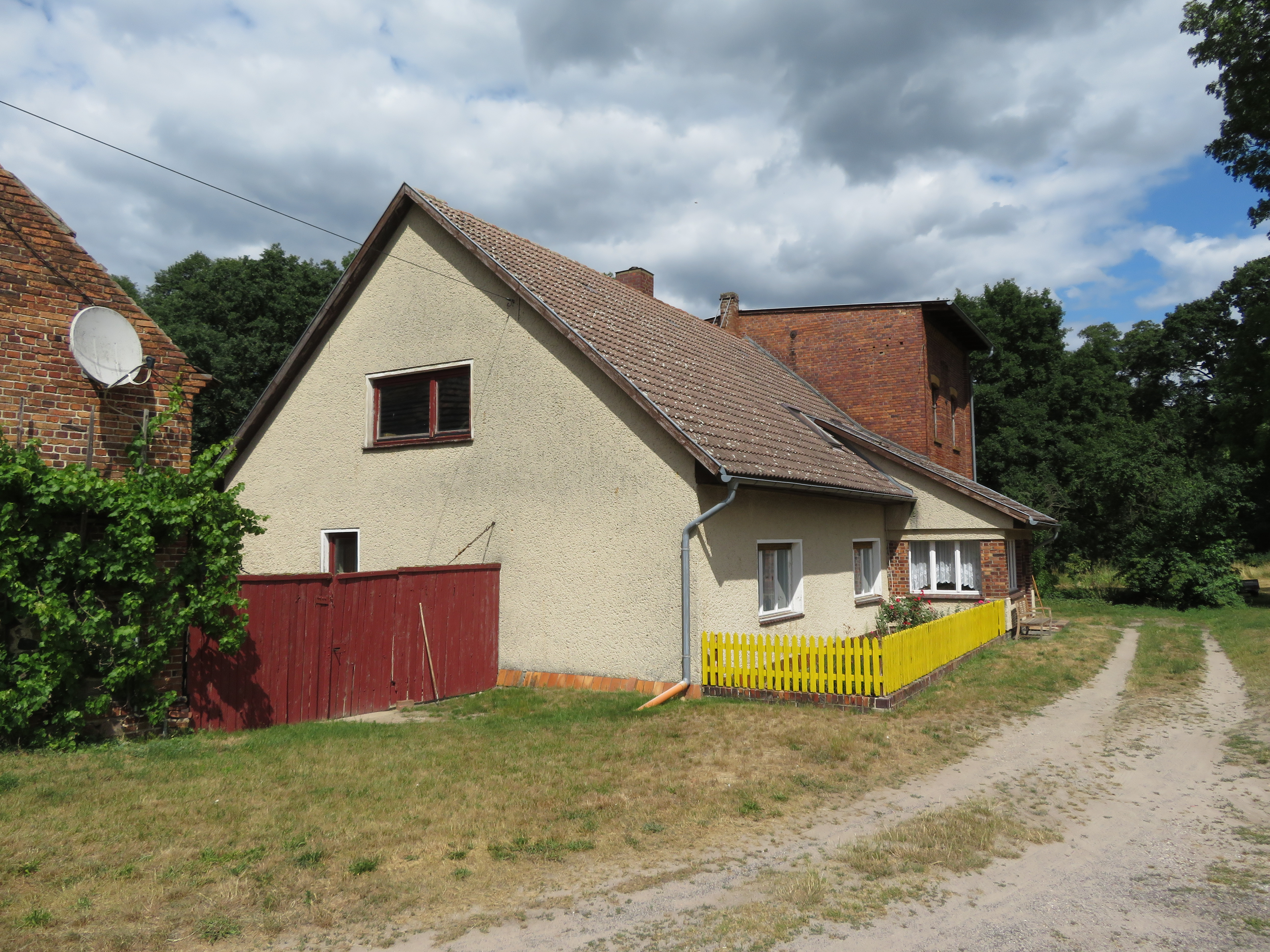
Großmühle, Wohnhaus und Mühlengebäude (Backsteingebäude im Hintergrund)

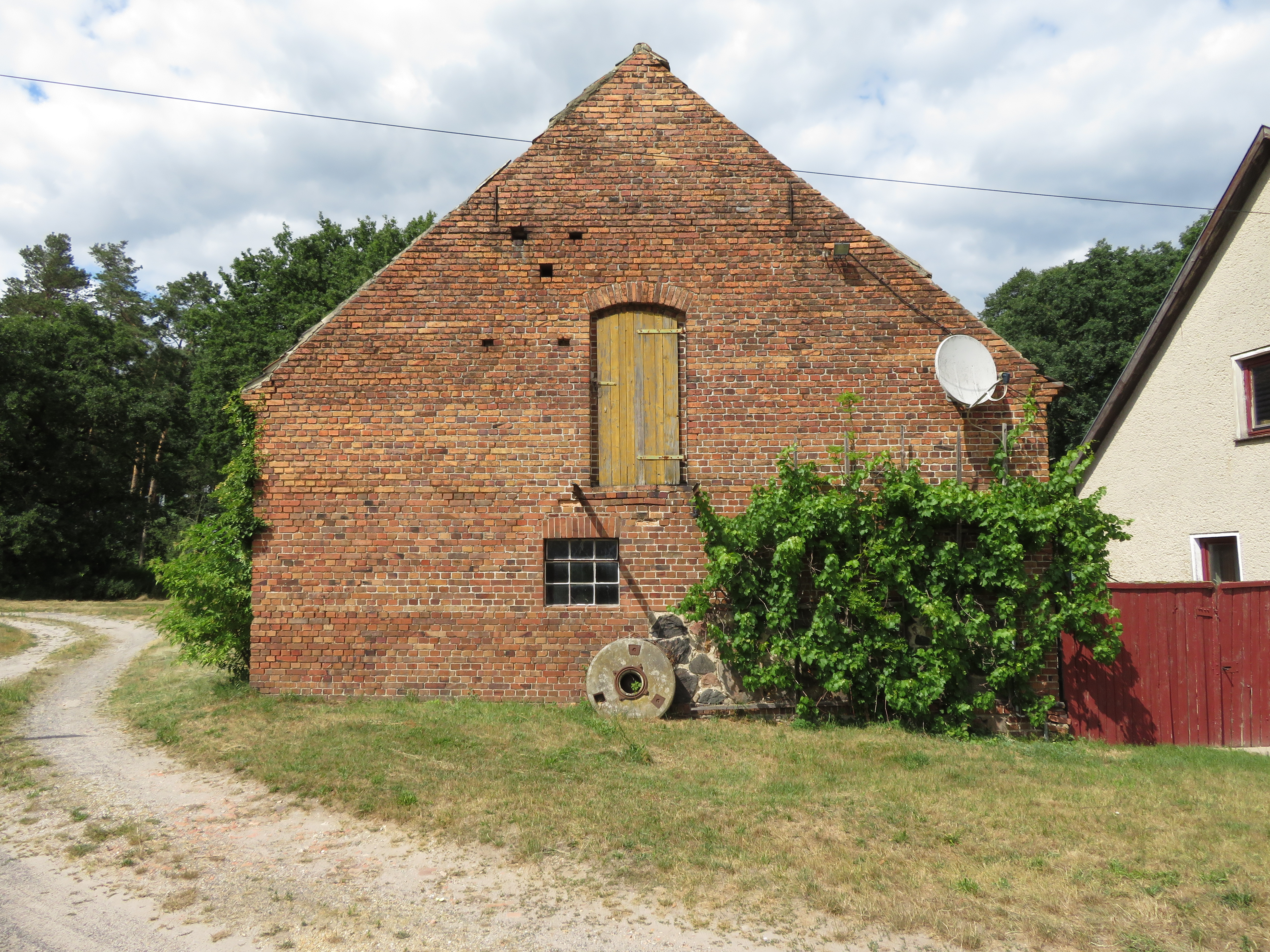
Großmühle, Stallgebäude mit Mühlstein

Schenck’sche Karte der Niederlausitz von 1757, Ausschnitt

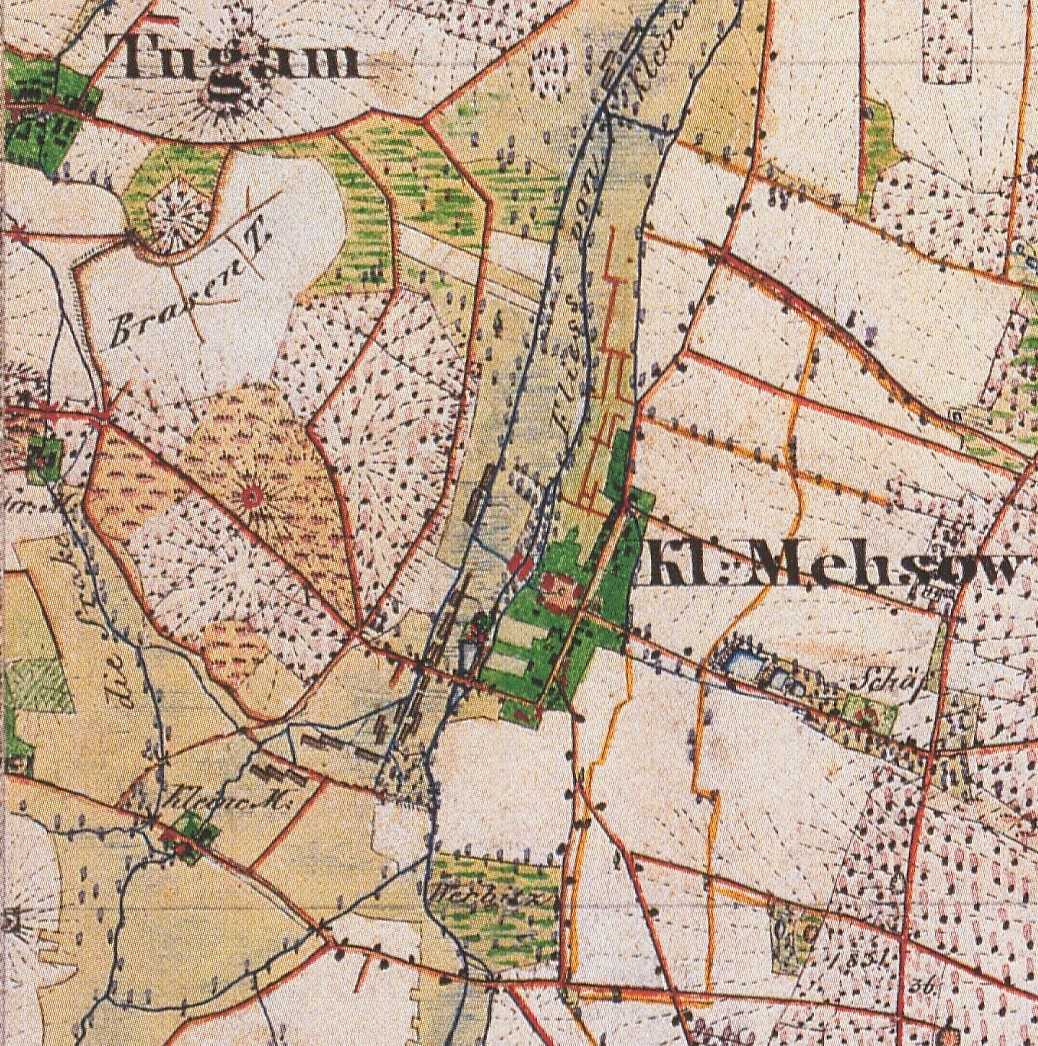
Klein Mehßow, Große Mühle und Kleine Mühle, Ausschnitt aus dem Urmesstischblatt 4249 Calau von 1846

## Lage
Großmühle liegt etwa 900 Meter nordnordöstlich vom Ortskern von Groß Mehßow und ca. 700 Meter südsüdöstlich von Tugam. Der Ortskern von Klein Mehßow liegt ca. 900 Meter ostsüdöstlich von Großmühle. Großmühle liegt auf etwa 83 m ü. NHN. Die Mühle wurde von der Schrake angetrieben. Durch die Verlegung des Bachlaufes während der DDR-Zeit fließt der heute nun Dobra genannte Bach deutlich östlich an Großmühle vorbei. In den älteren Topographischen Karten 1:25.000 Nr. 4249 Calau von 1903, 1912 und 1918 heißt der Wohnplatz Große/Grosse Mühle. In der Ausgabe des Messtischblattes von 1939 änderte sich die Schreibweise zu Groß Mühle.

## Geschichte
1557 war es zwischen Andreas von Drauschwitz, dem damals ein Drittel von Groß Mehßow gehörte und seinem Neffen Samuel, der ebenfalls ein Drittel von Groß Mehßow besaß, wegen der Teilung der Mühlen zum Streit gekommen. Man darf annehmen, dass diese Mühlen die Große und die Kleine Mühle waren. Um diese Zeit hatte der Müller der Kleinen Mühle einen seiner Ortsherren, den bereits genannten Andreas von Drauschwitz im Streit wortreich beschimpft und ihn in den Mühlgraben geworfen, wobei dieser beinahe ertrunken wäre. Der Müller wurde daraufhin von der Kleinen Mühle verwiesen. Die Schenck’sche Karte der Markgrafschaft Niederlausitz von 1757 verzeichnet sie als Große mühl.
Die Große Mühle war eine Mahl- und Ölmühle, zu der auch ein Sägewerk mit eigenem Rad gehörte. Die Räder hatten einen Durchmesser von 3 m und waren 1,5 Meter breit. Sie arbeiteten bis zur Modernisierung von 1912.
1820 wurde die Große Mühle mit einem Wohnhaus von fünf Personen bewohnt. 1839 war der Müller Johann Friedrich Wähling gestorben. Sein Sohn und potentieller Erbe Friedrich Hermann (1830–1897) war zu diesem Zeitpunkt erst neun Jahre alt. Die Große Mühle, eine Wasser-Mahl- und Schneidemühle sollte damals nun auf sechs Jahre verpachtet werden. 1844 wohnten 10 Personen in dem einen Wohnhaus.
Die Wassermühle blieb im Besitz der Familie Wähling. 1861 war Friedrich Herrmann Wähling Müller auf der Großen Mühle. Der Wohnplatz bestand damals aus einem Wohnhaus, das acht Bewohner hatte. Das Topographisch-statistische Handbuch des Regierungs-Bezirks Frankfurt a. O. von 1867 nennt neun Bewohner. 1895 hatte die Große Mühle sechs Bewohner. Auf Friedrich Hermann Wähling folgte sein Sohn Friedrich Wilhelm Wähling nach, der aber kinderlos früh verstarb. Seine Witwe heiratete daraufhin einen Müller Fritsche, in dessen Familie die Große Mühle blieb. 1935, 1937 und 1941 ist Paul Fritsche als Mühlenbesitzer nachgewiesen.
1912 wurde die Mühle modernisiert. Die Wasserräder wurden demontiert und eine Francis-Turbine mit 10 PS installiert. Mit einem Walzenstuhl für Mehl und je einem Steingang für Mehl und Schrot konnte in der Mühle bis etwa eine Tonne Getreide pro Tag verarbeitet werden. Um 1960 wurde der Betrieb der Mühle eingestellt.

## Mühlengebäude und wasserbauliche Anlagen
Das Mühlengebäude ist ein zweistöckiges Backsteingebäude; die derzeitige Nutzung ist nicht bekannt. Nach Jensch war 2000 die Säge noch intakt.
Der einstige Verlauf der Schrake ist nördlich der Mühle als trockener Graben (das ehemalige Unterwasser) noch deutlich im Gelände zu erkennen. Der sicher einmal vorhandene Mühlteich ist dagegen zugeschüttet und als solcher nicht mehr erkennbar.